# 8371 Goven
8371 Goven è un asteroide della fascia principale. Scoperto nel 1991, presenta un'orbita caratterizzata da un semiasse maggiore pari a 2,7149742 UA e da un'eccentricità di 0,0604653, inclinata di 3,89417° rispetto all'eclittica.